# Only Love
"Only Love" är en poplåt framförd av den indonesiska sångerskan Anggun, komponerad av henne själv, Marie Bastide och Gioacchino Maurici till sångerskans femte internationella studioalbum Echoes (2011).
I låten sjunger framföraren att det enda hon bryr sig om i livet är kärlek. Spåret domineras av fiol, gitarr och andra stränginstrument och hämtar inspiration från Asien. "Only Love" gavs ut som den ledande singeln från sångerskans skiva den 8 april 2011 och märkte sångerskans första singelutgivning sedan 2009:s "My Man" och även sångerskans första singel att ges ut via Angguns eget skivbolag April Earth. Låten spelades in i Paris i början av året. I Frankrike och Belgien släpptes den franska versionen "Mon Meilleur Amour" och i Indonesien och Malaysia skickades motsvarigheten "Hanyalah Cinta" till radiostationer. Låten kom att toppa Indonesiens singellista och blev därmed sångerskans nionde listetta i landet. I Belgien nådde låten som bäst en 37:e plats och blev sångerskans femte singel att ta sig över topp-fyrtio. Anggun framförde låten på Vatikanstatens julkonsert i Italien.
Musikvideon till singeln regisserades av Jean-Baptiste Erreca och filmades i Thailand och Frankrike.

## Format och innehållsförteckningar
| - Digital nedladdning 1. "Only love" (Radio Edit) - 3:07 2. "Only Love" (Album Version) - 4:04 - Fransk promo-singel 1. "Mon meilleur amour" - 4:04 | - Fransk CD-singel 1. "Only Love" - 4:04 2. "Mon meilleur amour" - 4:04 3. "Mon meilleur amour" (Video) |

## Topplistor
| Lista (2012)          | Topplacering |
| --------------------- | ------------ |
| Belgien (Ultratop 40) | 37           |
| Indonesien (ASIRI)    | 1            |